# NGC 6287
NGC 6287 (другие обозначения — GCL 54, ESO 518-SC10) — шаровое скопление в созвездии Змееносец.
Этот объект входит в число перечисленных в оригинальной редакции «Нового общего каталога».